# Мартинетти, Нелла
Нелла Мартинетти (итал. Nella Martinetti, 21 января 1946 — 29 июля 2011) — швейцарская певица, автор песен и актриса. Имела прозвище «Белла Нелла».

## Биография
Она родилась в Бриссаго, Тичино, Швейцария. В 1986 году она стала первой победительницей Гран-при народной музыки с песней «Bella Musica», которую написала сама. В 1987 году вместе с Атиллой Шерефту Мартинелли обратилась к тогда ещё неизвестной молодой канадской певице Селин Дион с предложением представить Швейцарию на конкурсе песни «Евровидение» 1988 года. Дион выиграла конкурс песни «Евровидение» с песней Ne partez pas sans moi.

## Личная жизнь
В 2009 году Мартинетти заключила гражданский союз со своей давней партнёршей Марианной Шнибели. Пара жила в Йоне.
В более позднем возрасте Мартинелли страдала от фибромиалгии.

## Смерть
Мартинелли умерла в Меннедорфе, кантон Цюрих, в 2011 году от рака поджелудочной железы в возрасте 65 лет.